# Richard Dupuy
Pour les articles homonymes, voir Dupuy.
Richard Dupuy ,né le 20 décembre 1914 à Alger et mort le 17 mai 1985 dans le 17e arrondissement de Paris, est un avocat et franc-maçon français, élu plusieurs fois grand maître de la Grande Loge de France et auteur d'ouvrages sur la franc-maçonnerie.

## Biographie

### Carrière
Richard Dupuy né en 1914 est pupille de la nation en tant que fils d'un officier de l'armée mort au front en mai 1916. Sa mère est présidente de l'association des veuves de guerre et l'éduque dans le souvenir de ce père qu'il n'a que peu connu. Il fait ses études primaires et secondaires à Alger. Après des études dans la faculté de droit d'Alger, il devient avocat au barreau de cette ville en 1937. En 1940, il épouse Arlette Garcia et ils ont cinq enfants.
Après le débarquement anglo-américain en novembre 1942, il s'engage dans les rangs de l'administration militaire et il est nommé sous-directeur du contentieux au sein de la direction des affaires juridiques et de la justice militaire au ministère des armées du  gouvernement provisoire de la République française à Alger, à compter de juin 1943. Après la libération, il contribue, en 1945, à la création de la gendarmerie de l'air. Démobilisé en 1946, il quitte définitivement l'Algérie et devient avocat à la cour de Paris où il s'installe. En 1969, il est élu membre du conseil de l’ordre du barreau parisien. En 1983, il s'oppose au projet de loi d'Alain Savary en tant que président des cercles Jules Ferry. Il meurt le 30 mai 1985,.

### Franc-maçonnerie
Richard Dupuy est initié en franc-maçonnerie le 5 mars 1947 dans la loge « La Jérusalem écossaise » de la Grande Loge de France. Il s’affilie par la suite à la loge « Le Portique N°427 » à Paris en 1958. Il participe au convent de 1953 et est élu pour la première fois conseiller fédéral. En 1956, il devient grand maître adjoint. À la suite de la mort du grand maître Antonio Coen en cours de mandat, il prend la tête de l'obédience. Sa grande maîtrise est confirmée par le convent de septembre. Au cours de ce premier mandat, il travaille au rapprochement des diverses obédiences françaises. Réélu en 1958, il tente alors de nouer des relations formelles avec la maçonnerie anglo-saxonne. Au convent de 1959, il fait rompre les relations avec le Grand Orient de France (GODF) mais n'obtient pas toutefois la reconnaissance de la Grande Loge unie d'Angleterre. Il est réélu une nouvelle fois en 1960 et 1961 et propose la reprise des relations avec le GODF. En 1963, il est élu pour le cinquième fois grand maître avec pour mission de reprendre des relations avec les autres obédiences françaises. En 1964, après le refus de la Grande Loge nationale française (GLNF), il signe avec le seul Grand Orient de France un traité de reconnaissance. Cet accord entraine des tensions avec le Suprême Conseil de France et plusieurs membres dont le souverain grand commandeur Riandey rejoignent la GLNF. En 1974, il rencontre officiellement à Marseille, Roger Etchegaray, archevêque du diocèse de Marseille. Au convent de 1976, il défend la franc-maçonnerie face aux attaques de l'évêque intégriste Marcel Lefebvre. Réélu cinq fois grand maitre, il totalise onze années de charge de la grande maitrise.